# زواج الأطفال في بوتسوانا
على الرغم من أن بوتسوانا لديها نسبة قليلة من زواج الأطفال، لكن تحدث تلك الممارسة بكثرة في جماعات "زيزورو"، و"باساروا"، وبعض المناطق التي تتحدث لغة "كجالاجادي"، وفي شال غرب بتسوانا.

## قانون الزواج في بوتسوانا
يجب توثيق الزواج سواء تم بالطقوس الدينية أو التقاليد العرفية.
رفع سن الزواج إلى 21 بدون اشتراط موافقة أحد.
الأشخاص تحت سن الثامنة عشر يمكنهم الزواج فقط بموافقة الأهل.